# Thomas Wheatley
Thomas Wheatley (* August 1951 in Chelmsford, Essex, England, Vereinigtes Königreich) ist ein englischer Schauspieler.

## Leben
Thomas Wheatley absolvierte im Drama Studio London in Ealing seine Schauspielausbildung. Neben den Filmrollen war er auch immer am Theater aktiv. Wheatley wirkte bislang in mehr als 50 Film-und-Fernsehproduktionen als Schauspieler mit.

## Filmografie
- 1986: King & Castle
- 1986: Der singende Detektiv
- 1987: James Bond 007 – Der Hauch des Todes
- 1987: Bust
- 1987: Harry’s Kingdom
- 1987: James Bond: Licence to Thrill
- 1988: Campaign
- 1988: The Comic Strip Presents...
- 1988: A Very Peculiar Practice
- 1988: Les Girls
- 1988: A Vote for Hitler
- 1988: A Gentlemen’s Club
- 1989: Chelworth
- 1989: Boon
- 1989: Doppeltes Spiel
- 1989: First and Last
- 1991: Engel und Narren
- 1991: A Perfect Hero
- 1991: Hitler zu verkaufen
- 1991: Screenplay
- 1993: Der Aufpasser
- 1994: Love Hurts
- 1994: Screen One
- 1994: Heartbeat
- 1994: Undercover! – Ermittler zwischen den Fronten
- 1995: Poppy
- 1995: The Governor
- 1986, 1996: Screen Two
- 1996: Inspektor Wexford ermittelt
- 1997: Bugs – Die Spezialisten
- 1998: Taggart
- 1998: The Life and Crimes of William Palmer
- 1997–1998: Aquila
- 1999: The Colour of Justice
- 1999: A Touch of Frost
- 1999: Let Them Eat Cake
- 1999: Polizeiarzt Dangerfield
- 2000: Madame Bovary
- 2000: Operation Good Guys
- 2000: Second Sight – Mit anderen Augen: Die Egoistin
- 2000: Second Sight – Mit anderen Augen: Die Schlafwandlerin
- 2000: Second Sight – Mit anderen Augen: Blinder Hass
- 2002: Fields of Gold
- 2002: Foyle’s War
- 2004: Auf Wiedersehen, Pet
- 2005: The Murder Room
- 2007: Sterben für Anfänger
- 2011: Silk – Roben aus Seide
- 2013: Geheimnisse der Geschichte
- 2013: Bond’s Greatest Moments
- 2022: Grenfell: Scenes From the Inquiry